# Liste der Bodendenkmäler in Heßdorf
Auf dieser Seite sind die Bodendenkmäler in der mittelfränkischen Gemeinde Heßdorf zusammengestellt. Diese Tabelle ist eine Teilliste der Liste der Bodendenkmäler in Bayern. Grundlage ist die Bayerische Denkmalliste, die auf Basis des Bayerischen Denkmalschutzgesetzes vom 1. Oktober 1973 erstmals erstellt wurde und seither durch das Bayerische Landesamt für Denkmalpflege geführt wird. Die folgenden Angaben ersetzen nicht die rechtsverbindliche Auskunft der Denkmalschutzbehörde.

## Bodendenkmäler in Heßdorf
| Lage                | Objekt | Akten-Nr.     | Bild           |
| ------------------- | --- | ------------- | -------------- |
| Heßdorf (Standort)  | Bestattungsplatz vorgeschichtlicher Zeitstellung mit Grabhügeln. | D-5-6331-0003 |                |
| Heßdorf (Standort)  | Burgstall des Mittelalters. | D-5-6331-0005 |                |
| Heßdorf (Standort)  | Bestattungsplatz vorgeschichtlicher Zeitstellung mit Grabhügel. | D-5-6331-0033 |                |
| Erlangen (Standort) | Bestattungsplatz mit Grabhügeln vorgeschichtlicher Zeitstellung mit Bestattungen der Bronze- und der Urnenfelderzeit sowie der Hallstatt- und der Latènezeit.                                                | D-5-6331-0034 |                |
| Heßdorf (Standort)  | Freilandstation des Mesolithikums und Siedlung der Urnenfelderzeit. | D-5-6331-0058 |                |
| Heßdorf (Standort)  | Siedlung der Hallstattzeit. | D-5-6331-0067 |                |
| Heßdorf (Standort)  | Mittelalterliche und frühneuzeitliche Befunde im Bereich der Kath. Pfarrkirche Mariae Geburt und St. Katharina in Heßdorf, ihrer Vorgängerbauten einschließlich umfriedetem Kirchhof mit Körperbestattungen. | D-5-6331-0106 | weitere Bilder |